# Hanna Asp (missionär)
Hanna Adelia Asp, född 14 december 1894 i Kräcklinge, Närke, Örebro län, död där 6 januari 1969, var en svensk missionär inom Pingströrelsen, verksam i Kina.

## Biografi
Hanna Asp var dotter till August Andersson (1864–1922) och Karolina Maria Örn (1865–1950).
Hon genomgick en sjukvårdskurs vid Örebro missionsskola 1918–1921 och var sedan verksam på olika platser i Sverige 1921–1924.
Hon var missionär inom Pingströrelsen och verkade under två perioder, 1927–1933 och 1935–1945 i Yunnan-provinsen i sydvästra Kina. Hon gifte sig den 1 april 1929 med missionären Karl Asp (1894–1944) och de fick barnen Samuel (f. 1930), David (f. 1931) och Ruth Hanna Maria (f. 1935).
Missionärsparet var först verksamma i staden Tengyueh (nuvarande Tengchong). De återvände till Kina 1935–1936 med dottern Ruth, åtta månader gammal. Efter en tid i Tengyueh flyttade de till byn Mawshui sydväst om Tengyueh. 1943 blev familjen tillfångatagen av japanerna och efter tre månaders fångenskap, den 12 februari 1944, blev Karl Asp dödad i ett amerikanskt bombanfall då de japanska ställningarna besköts. Hanna och Ruth befriades i januari 1945 av amerikanska soldater och kom hem till Sverige i början av oktober samma år. Hanna Asp och senare dottern Ruth Asp-Odlander gav ut böcker om händelserna.
Etnografiska museet i Stockholm innehar 21 manuskript (skapelselegender och myter) från Naxi-folket i Yunnan-provinsen, insamlade av Karl Asp. 7 av dessa ingår i samling 1935.50 (Hedin-Bendix-samlingen) och är förvärvade från Hanna Asp och Sven Hedin. Övriga 14 (samling 1946.34) är förvärvade från Hanna Asp.

## Publikationer
- Han föll på sin post. Missionär Karl Asps sista upplevelser i Kina. Mina minnen från vår fångenskap hos japanerna. Stockholm: Filadelfia. 1946. Libris 1387952[7]